# Hans Sperre Jr.
Hans Sperre Jr. (ur. 13 września 1967 w Sandefjord) – norweski badmintonista, olimpijczyk.

## Kariera sportowa

### Mistrzostwo Norwegii
Wielokrotny mistrz Norwegii w badmintonie; zdobywał mistrzostwo tak w grze pojedynczej jak i w podwójnej.
| Wynik | Gra            | Lata                                                                                           |
| ----- | -------------- | ---------------------------------------------------------------------------------------------- |
| 1     | Gra pojedyncza | 1986, 1987, 1988, 1989, 1990, 1991, 1992, 1993, 1994, 1995, 1996, 1997, 1998, 1999, 2002, 2006 |
| 1     | Gra podwójna   | 1986, 1989, 1990, 1991, 1992, 1993, 2002                                                       |

### Igrzyska olimpijskie
Zawodnik reprezentował swój kraj na igrzyskach w Barcelonie. Brał udział w grze pojedynczej mężczyzn - zajął 33. miejsce.

## Życie prywatne
Jego ojcem jest Hans Sperre, również badmintonista i mistrz Norwegii w tej dyscyplinie.